# David Blair (danzatore)
David Blair, pseudonimo di David Butterfield (Halifax, 27 luglio 1932 – Londra, 1º aprile 1976) è stato un danzatore britannico.

## Biografia
David Blair si è avvicinato alla danza durante l'infanzia. Nel 1946, all'età di quattordici anni, fu ammesso alla Sadler's Wells Ballet School di Londra. L'anno successivo si unì alla compagnia del Sadler's Wells – successivamente ribattezzata Birmingham Royal Ballet – e cambiò il proprio cognome da "Butterfield" a "Blair". Sei anni dopo il ventunenne Blair si unì alla Sadler's Wells Ballet, il futuro Royal Ballet, in veste di solista e fece il suo debutto alla Royal Opera House. Promosso a principale nel 1955, Blair divenne per un certo periodo il partner sulle scene della prima ballerina Margot Fonteyn dopo il ritiro dalle scene di Michael Somes. Nel 1962 abbandonò la compagnia, poco dopo l'arrivo di Rudol'f Nureev.
Durante la sua carriera Blair lavorò con alcuni dei maggiori coreografi del XX secolo, tra cui Anton Dolin, George Balanchine, John Cranko, Frederick Ashton e Kenneth MacMillan; oltre alla Fonteyn, fu partner sulle scene di altre importanti ballerine delle compagnia, tra cui Nadia Nerina, Lynn Seymour e Svetlana Berëzova. Particolarmente proficua e apprezzata fu la coppia Blair-Nerina, che vinse il plauso di critica e pubblico come Franz e Swanilda in Coppélia e, soprattutto, come Colas e Lise ne La fille mal gardée, coreografato appositamente per loro da Ashton nel 1960. Apprezzato interprete di balletti contemporanei, Blair danzò inoltre ruoli principali nei balletti di Crano Pineapple Poll (1951), Harlequin in April (1951), The Prince of the Pagodas (1957) e Antigone (1959); nel 1965 originò il ruolo di Mercuzio nel Romeo e Giulietta di MacMillan. Danzò inoltre numerosi ruoli principali in balletti classici come Giselle, Il lago dei cigni, La bella addormentata e Lo schiaccianoci. A partire dalla metà degli anni sessanta Blair iniziò a lavorare come répétiteur parallelamente alla carriera da ballerino. Produsse e portò in scena numerosi balletti classici per importanti compagnie internazionale, tra cui Il lago dei cigni e Giselle per l'American Ballet Theatre.
Si ritirò dalla danza nel 1973 e lavorò per alcuni anni come insegnante freelance, per poi essere nominato direttore artistico del Balletto Norvegese di Oslo nel 1976. Tuttavia, Blair non ricoprì mai questa posizione, dato che fu stroncato da un infarto prima di assumere la carica all'età di quarantatré anni.

## Vita privata
Era sposato con la ballerina Maryon Lane, con cui ha avuto una coppia di gemelle.